# Бои за Цхинвал (2008)
Бои за Цхинвал (груз. ცხინვალის ბრძოლა) — один из этапов противостояния в ходе войны в Грузии 2008 года.
В ходе боёв грузинские войска предприняли в ночь c 7 на 8 августа штурм южных окраин столицы Южной Осетии Цхинвала с использованием реактивной артиллерии. Заявления о многочисленных жертвах при штурме стали поводом для руководства России начать прямое вмешательство российской армии в конфликт.

## Предшествующие события
После начала эскалации осетинская сторона экакуировала из Цхинвали бо́льшую часть гражданского населения; по заявлению ответственного за оборону города А. Баранкевича, премьер ЮО Ю. Морозов с 1 по 7 августа вывез с города около 35 тыс. человек (что примерно соответствовало числу его жителей с пригородами), чему, по его словам, противился президент ЮО Э. Кокойты. По оценке бывшего советника президента России Андрея Илларионова, в Россию с территории Южной Осетии было вывезено более 20 тыс. жителей, что он оценил как около 90 % населения зоны потенциальных боёв. Похожую цифру привёл Международный уголовный суд; по информации суда, перед началом боёв депортации подверглись более 18,5 тыс. человек, и в 2022 году суд привлёк к уголовной ответственности трёх осетинских чиновников по факту гибели 113 депортированных грузин.
По утверждению журналиста BBC Александра Журавлёва, российские военные не допускали иностранных журналистов в Цхинвали в первые дни боевых действий, в то же время в городе к началу боёв была сконцентрирована большая группа российских журналистов.

### Утверждения грузинской стороны
Грузинская сторона утверждает, что штурму города предшествовали провокации со стороны властей Южной Осетии. По утверждению госминистра Грузии по региональным вопросам Давида Ткешелашвили, с конца июля 2008 года грузинские сёла на территории Цхинвальского региона постоянно подвергались обстрелам. Неназванный грузинский чиновник заявлял 9 августа в интервью «Коммерсанту», что грузинская армия не будет удерживать город, и единственная цель ввода войск — защита и эвакуация жителей расположенных севернее Цхинвала грузинских анклавов.
Глава МИД Грузии Эка Ткешелашвили в интервью от 23 августа 2008 года выдвинула ряд утверждений о предвоенных событиях, заявив, в частности, что, по данным грузинской стороны, российские войска находились на территории Южной Осетии ещё до начала войны. Со слов министра, действия грузинских войск имели целью подавление артиллерийских установок южноосетинских формирований, в том числе размещённых в жилых районах.
Заявления грузинской стороны поддержал Андрей Илларионов. В 2009 году он опубликовал доклад, согласно которому причиной вторжения грузинских войск назывались многочисленные провокации и акты прямой агрессии со стороны властей Южной Осетии и российских вооружённых сил — в частности, регулярные обстрелы грузинских анклавов на территории Южной Осетии.
МВД Грузии заявляло, что 7 августа в 22:10 по расположенному на северной окраине Цхинвали грузинскому селу Тамарашени был открыт массированный огонь. Это заявление поддержала журналистка Юлия Латынина, но, согласно её версии, обстрел Тамарашени начался в 23:30.

## Ход боёв

### Штурм Цхинвала
Согласно отчёту Международной комиссии по расследованию обстоятельств войны, 7 августа в 23.35 грузинские артиллерийские части провели обстрел Цхинвали дымовыми снарядами, а затем в 23.50 открыли огонь как по неподвижным, так и по движущимся целям. По словам представителей правительства Грузии, этот временной интервал (15 минут) должен был дать гражданскому населению достаточно времени, чтобы покинуть опасные зоны или найти убежище.
Примерно в 00:15 8 августа грузинская армия со стороны грузинских сёл Эргнети и Никози начала обстрел Цхинвала из установок залпового огня «Град»; как позднее заявил секретарь Совбеза Грузии А. Ломая, обстрелу из непосредственно грузинских «Градов» подвергся только район, в котором располагался лагерь сил ССПМ («Верхний городок»). В 00:30 командующий силами ССПМ Грузии Мамука Курашвили объявил в эфире телеканала «Рустави-2», что Грузия приступила к операции по восстановлению конституционного порядка в Южной Осетии, поскольку «сепаратисты отвергли призывы к прекращению огня и продолжили обстрел грузинских населённых пунктов». По заявлению А. Баранкевича, президент ЮО Э. Кокойты покинул Цхинвали в 2 часа ночи и двинулся в сторону Джавы, не оставив вместо себя ни одного заместителя. По данным издания «Коммерсант», Кокойты покинул Цхинвали значительно раньше — ещё до наступления полуночи с 7-го на 8-е.
Согласно южноосетинским данным, около 03:30 началась наземная фаза штурма Цхинвали. Танки и пехота атаковали южные пригороды. Ближе к утру госминистр Грузии по реинтеграции Темур Якобашвили сообщил, что грузинские войска смогли установить контроль над осетинскими сёлами Дмениси, Дидмуха, Мугут, Архоци и Квемо Окона, подчеркнув при этом, что «задачей властей Грузии … является прекращение стрельбы в сторону грузинских сёл и продолжение мирных переговоров». К 9 часам Грузия объявила, что её войска установили контроль над Знаурским районом Южной Осетии. Представители штаба ССПМ рассказали в тот же день газете Коммерсантъ: «Грузинские военные заняли высоты вокруг города. Потом, прорвав оборону на окраинах, в город вошли штурмовые бронегруппы. По ним стреляли из разных видов вооружения, в том числе из огнемётов — несколько машин загорелось». Обозреватель «Московского комсомольца» Марина Перевозкина в своём материале рассказывала:

К утру Цхинвал горел. Где-то часов в 6 утра артиллерийские залпы стихли, но вскоре сменились звуками уличных боёв — в город входили грузинские войска. Одновременно к гостинице «Алан» стекались отступавшие осетинские отряды. Так что вскоре стали бить конкретно по гостинице. Около 10 утра мы перебежали на Октябрьскую, и минут через 15 мимо нас по улице пошли танки.

При этом, согласно свидетельству сотрудника осетинского МВД, грузинские танки стреляли только по тем домам, откуда вёлся ответный огонь (в частности он подтвердил, что бои шли вокруг центральной гостиницы, но от создания круговой обороны в здании МВД, по его словам, отказался Михаил Миндзаев). Позже HRW подтвердили, что югоосетинские силы занимали гражданские здания для организации обороны.
Согласно российским СМИ, первые жертвы среди бывших миротворцев пришлись на 5 часов утра. В 6 утра, согласно осетинским СМИ, грузинский танк разрушил вышку казармы сил ССПМ, на которой с ночи 7 августа размещался наводчик осетинской артиллерии.
По инициативе России в 07:00 по московскому времени было созвано экстренное заседание Совета Безопасности ООН, прошедшее с 09:00 по 10:00 часов. Представитель России при ООН Виталий Чуркин заявил, что Совет должен потребовать незамедлительного прекращения насилия в Южной Осетии, но Совет не смог согласовать текст заявления. В 10:15 Грузинская телекомпания «Рустави-2» сообщила о вступлении в Цхинвали 600 грузинских военных и установлении контроля над 11 сёлами. Между тем ВВС России провели бомбардировку объектов на территории Грузии. Глава аналитического управления МВД Грузии Шота Утиашвили сообщал:
В 11 часов утра в небе над Грузией появились три российских самолёта Су-24. Сначала они направились в сторону <города> Карели и разбомбили полицейский участок. Потом покружили над Гори, сбросили бомбу на телефонную вышку и улетели. Потом вернулись и снова обстреляли Гори. Разбомбили рынок — у нас там много раненых. После этого самолёты подлетели почти к Тбилиси — сбросили бомбы на военный аэропорт Вазиани.
В самом Цхинвали тем временем продолжались интенсивные бои. К 12 часам сообщалось, что грузинские силы заняли стратегические высоты и контролируют все въезды и выезды из города.
По словам Георгия Каркарашвили, в период с 13:30 до 14:30 штабная рота 42-го батальона и несколько военных отдельного Горийского танкового батальона попали под российский авиаудар, потеряв 22 человек. По его утверждениям, грузинские солдаты отдыхали в роще при въезде в Цхинвали, не ожидая, что российская сторона вмешается в бой, и даже приветственно махали руками разбомбившему их самолёту.

### Под контролем грузинских сил
8 августа 14:18 мск поступило сообщение (со ссылкой на мэра Тбилиси Гиги Угулаву) о прекращении огня с 15:00 до 18:00 и предоставлении жителям города гуманитарного коридора для выхода в Грузию через грузинское село Эргнети. Коридором также воспользовались солдаты российского батальона ССПМ, успешно вывезя из города раненых.
По данным МВД Грузии, к 15 часам практически весь Цхинвал был занят грузинскими подразделениями; по заявлениям Георгия Каркарашвили, сколь-либо существенную часть города грузинские войска контролировали только до 14 часов. По утверждениям грузинских СМИ, российские самолёты осуществляли постоянные бомбардировки грузинских сёл Цхинвальского региона.

### Контрнаступление российских сил
В это время на территорию Южной Осетии со стороны российской границы входила колонна российских войск. Около 16:30 два усиленных батальона 58-й армии развернулись в окрестностях Цхинвали и открыли артиллерийский огонь по позициям грузинских войск; согласно утверждениям Андрея Илларионова, под удар российских «Градов» попал расположенный в центре Цхинвали Северный городок российских войск (в котором находились штаб сил ССПМ).
Утром 9 августа одна из тактических групп 58‑й армии под руководством генерала А. Хрулёва со стороны Дзарской дороги прорвалась на базу сил ССПМ на юго-западе Цхинвали, попав при этом в засаду, в которой был ранен генерал Хрулёв. Около 10 часов Дмитрий Медведев заявил о начале «операции по принуждению Грузии к миру». Грузинская сторона в это время открыла гуманитарные коридоры в сторону своих территорий. К вечеру в город из Джавы вернулся президент ЮО Эдуард Кокойты, который потребовал от грузинских войск «до 18 часов убраться из Цхинвали под угрозой полного уничтожения» (однако А. Баранкевич утверждал, что Кокойты вернулся в город только 11 августа). К концу дня российские войска прошли объездную Дзарскую дорогу и заняли высоты в районе Квернети, Тбети, Дзари, выйдя к западной окраине Цхинвали.

#### Отступление грузинских сил
Ближе к полудню 9 августа российская сторона заявила, что Цхинвали полностью перешёл под контроль их армии. Грузинские военные в ответ заявили, что сами отступили из города. Около 17 часов, когда российские танковые колонны обошли Цхинвали и начали обстрел грузинских укреплений, А. Баранкевич подтвердил, что грузинские войска выходят из города. В 17:45 президент Грузии Михаил Саакашвили дал интервью телеканалу CNN, в котором сказал: «Россия ведёт с нами войну на нашей территории», а в 18:30 парламент Грузии призвал мировое сообщество остановить российскую агрессию.
Вечером Саакашвили на встрече с оппозицией заявил об уничтожении грузинскими подразделениями 60 бойцов спецназа ГРУ РФ (речь шла о чеченском батальоне Восток, входящем в структуру ГРУ, хотя в боях за город также участвовала 10-я бригада спецназа ГРУ). По утверждению некоторых СМИ, с 9 августа (в связи с ранением Хрулёва) командование 58-й армией фактически перешло В. Лунёву, что также подтвердил А. Баранкевич; по его словам, Лунёв зашёл в город с батальоном «Восток» в ночь с 9 на 10 августа, подтянувшиеся позже (к 10-11 часам 10 августа) основные части 58-й российской армии вошли уже в пустующий город.
К 10 августа российские войска установили полный контроль над Цхинвали. Вечером 10 августа осетинские силы начали уничтожение опустевших грузинских анклавных сёл, расположенных севернее Цхинвали.

## Последствия

### Разрушения
29 августа 2008 года мэр Цхинвала Роберт Гулиев заявил, что в Цхинвали повреждено 80 % зданий. Эта оценка значительно выше озвученной заместителем министра регионального развития РФ Владимиром Бланком, сообщившим 17 августа, что каждое десятое здание в городе не подлежит восстановлению, а 20 % получили повреждения различной степени. Заметный, но не доминирующий характер разрушений подтвердили журналисты Елена Милашина и Илья Азар. Согласно отчёту исследования спутниковых снимков UNOSAT, на 19 августа в Цхинвали было разрушено либо сильно повреждено примерно 5 % от общего числа строений.
По словам министра культуры Южной Осетии Тамерлана Дзудцова, результатом боёв в Цхинвале стал значительный ущерб его культурным ценностям: по его словам, в городе полностью сгорел дом-музей учёного-лингвиста Васо Абаева, где хранились все его рукописи, был повреждён памятник Абаеву в центре города. Сгорели многие деревянные дома с вековой историей в восточной части города (бывшей зоной-заповедником), сожжён органный зал вместе с органом; повреждены концертный зал, Осетинский драматический театр, национальная библиотека, церковь Святого Георгия, построенная в VIII веке; сгорело здание картинной галереи Цхинвала, где накануне войны открылась выставка современных художников Южной и Северной Осетии. Получили повреждения Мемориальное кладбище защитников и мирных граждан, погибших в результате войны 1991—1992 годов, церковь в 700 метрах к юго-востоку от села Нижний, комплекс жилых зданий в районе Театральной площади Цхинвала. Разрушены кварталы исторической застройки, административное здание парламента, здание университета.
В то же время, согласно отчёту Human Rights Watch, большая часть перечисленных объектов применялась осетинскими силами в целях организации огневых точек и вследствие этого, согласно законам войны, многие из этих зданий стали законными военными целями.
По словам очевидцев, грузинская артиллерия прицельным и целенаправленным огнём почти полностью уничтожила еврейский квартал Цхинвала, сильные повреждения получила местная более чем столетняя древнейшая в регионе синагога. Однако Андрей Илларионов, побывавший, по его словам, в октябре 2008 года на развалинах квартала, заявил, что эта часть города производила впечатление давно заброшенного места: прямо посреди развалин росли кустарники и деревья высотой до нескольких метров (квартал действительно был разрушен ещё в ходе войны 1991—1992 годов и уже тогда был покинут жителями), при этом к 2009 году документальных подтверждений обстрела города именно грузинскими РСЗО представлено не было.

### Потери

#### Грузия
Согласно исследованиям российских аналитиков, в боях грузинские войска потеряли около 20 боевых бронированных машин, включая танки. Всего до войны у Грузии было 230—240 танков. К началу боёв у них был 191 танк Т-72, из которых 75 были развернуты в Южной Осетии. Грузия потеряла уничтоженными в Цхинвали и вблизи него не менее 10 танков Т-72. По окончании боёв российские военные захватили 65 грузинских танков, из которых около 20 впоследствии были уничтожены.
К началу войны грузинская армия имела 154 БМП, 16 разведывательных машин, 66 БТР и 86 многоцелевых гусеничных бронированных машин. В бою в Цхинвали и его окрестностях было уничтожено не менее 10 единиц бронетехники. Две БМП-2 были уничтожены в бою и две захвачены в качестве трофеев. После боевых действий было захвачено не менее 20 БМП, в том числе несколько БМП-1 (модернизированных в БМП-1У). Грузия потеряла две бронемашины Otokar Cobra. Также были уничтожены десятки автомобилей и грузовиков.

#### Россия и Южная Осетия
Нет официальных данных; потери российской наземной техники оцениваются в три танка и, по меньшей мере, 20 бронированных и 32 небронированных машин, потерянных в бою. В ДТП пострадали еще несколько транспортных средств. В ходе попытки деблокирования российских солдат (из бывшего миротворческого батальона ССПМ) в Цхинвали грузинские войска уничтожили 25 из 30 машин российской воинской части под командованием генерала Анатолия Хрулёва.
До сих пор остаются проблемными вопросы о потерях в живой силе ВС РФ. В России в заявлениях разных должностных лиц в Министерстве обороны в разные годы звучали разные числа: от 48 до 74 убитых солдат и от 162 до 340 раненых.
Южноосетинские войска потеряли две БМП-2.